# Gama (Cundinamarca)
Gama es un municipio colombiano del departamento de Cundinamarca, ubicado en la Provincia del Guavio, a 113 km al oriente de Bogotá. 

## Toponimia

### Origen lingüístico[3]
- Familia lingüística: Chibcha
- Lengua: Muysccubun

### Significado
Gama, en idioma muisca, significa «vuestra espalda». Gama presenta los vocablos ga "detrás, cuesta", ma "tuyo, suyo, de él, de ella".

### Origen / Motivación
Una teoría sugiere que el sabio Humboldt, en sus exploraciones a comienzos del siglo XIX, le dio ese nombre a la región por haber encontrado allí un ciervo de gran similitud física con la hembra del gamo, mamífero rumiante de la familia de los cérvidos, originario de Europa.

### Nombres históricos
- Pauso-Pausa (siglo XV)
- Nuestra Señora del Carmen de Gama (1903)

## Geografía
Su territorio es montañoso en su totalidad siendo relevante su cuerpo hídrico el rio Gachetá al norte cuyas aguas alimentan al Embalse del Guavio.

### Límites
| Noroeste: Gachetá (Río Gachetá) y Junín | Norte: Gachetá (Río Gachetá) | Nordeste: Gachetá (Río Gachetá) y Ubalá (A) |
| Oeste: Junín                            |                              | Este: Ubalá (A)                             |
| Suroeste: Junín                         | Sur: Gachalá                 | Sureste: Gachalá                            |

### División administrativa
Al municipio lo integran las veredas Guavio, La Unión (en donde está su casco urbano), Naranjos, Palenque I y II, Pauso, Santuario y Siatalá. Su centro poblado es San Roque.

## Historia
En la época precolombina, el territorio del actual municipio de Gama estuvo poblado por los indios Chíos, de la Confederación Muisca, cuyo caserío estaba en el sitio de Pauso, hoy Pueblo Viejo. El nuevo pueblo fue fundado por Juan Martín Romero en el año 1870. En 1900, asesorado de don Luis Santana Pinto, el señor Romero gestiones para su elección en municipio y creación de la parroquia. Por ordenanza n.º 14 de 1903 se creó el municipio y se dieron sus límites; esta Ordenanza fue aprobada por Ley 58 de 6 de diciembre de 1904. Por Decreto Departamental 1031 de 10 de diciembre de 1904, aprobado por Decreto Nacional n.º 11 de 5 de enero de 1905, se dispuso su funcionamiento a partir del 1 de enero de 1905. El primer alcalde fue don Francisco Romero Aguilera. 
La elección de la viceparroquia se hizo en 1911, de la cual fue primer titular el padre Eliseo Sabogal Herrera. Bajo su dirección se construyó la actual iglesia por los maestros Fabián Garavito y Saturnino Velázquez. El 9 de diciembre de 1929 se elevó a parroquia por Decreto de monseñor Bernardo Herrera R., bajo el Patronato de la Nuestra Señora del Carmen de Gama.

## Turismo
- Alto los gavilanes / Alto de la Virgen. Mirador Turístico.
- Embalse de la Central Hidroeléctrica del Guavio.
- Artesanías: Tejidos en tapiz, lana virgen y fique.
- Casa de la Cultura.
- Iglesia de Nuestra Señora del Carmen.
- Puente Miraflores.
- Mirador de la virgen en km 18 vía a Gachalá.
- Cascada los 3 chorros cuarto de San Juan vereda La Unión.
- Mirador ambiental pico de los buitres en la cantera vereda, la unión km 10+750 vía Gachetá-Gama-Gachalá.
- Laguna de Chinchorro.

### Festividades
- Corpus Christi.
- Festival de la Arepa y el Retorno Gamense.
- Festival Nacional de Torbellino Gamense.
- Festival de Farolitos.